# Station Wedel (Holst)
Station Wedel (Holst) (Bahnhof Wedel (Holst), kort Bahnhof Wedel) is een spoorwegstation in de Duitse plaats Wedel, in de deelstaat Sleeswijk-Holstein. Het station is onderdeel van de S-Bahn van Hamburg en alleen treinen van de S-Bahn kunnen hier stoppen. Het kopstation is het eindpunt van de S1.

## Geschiedenis

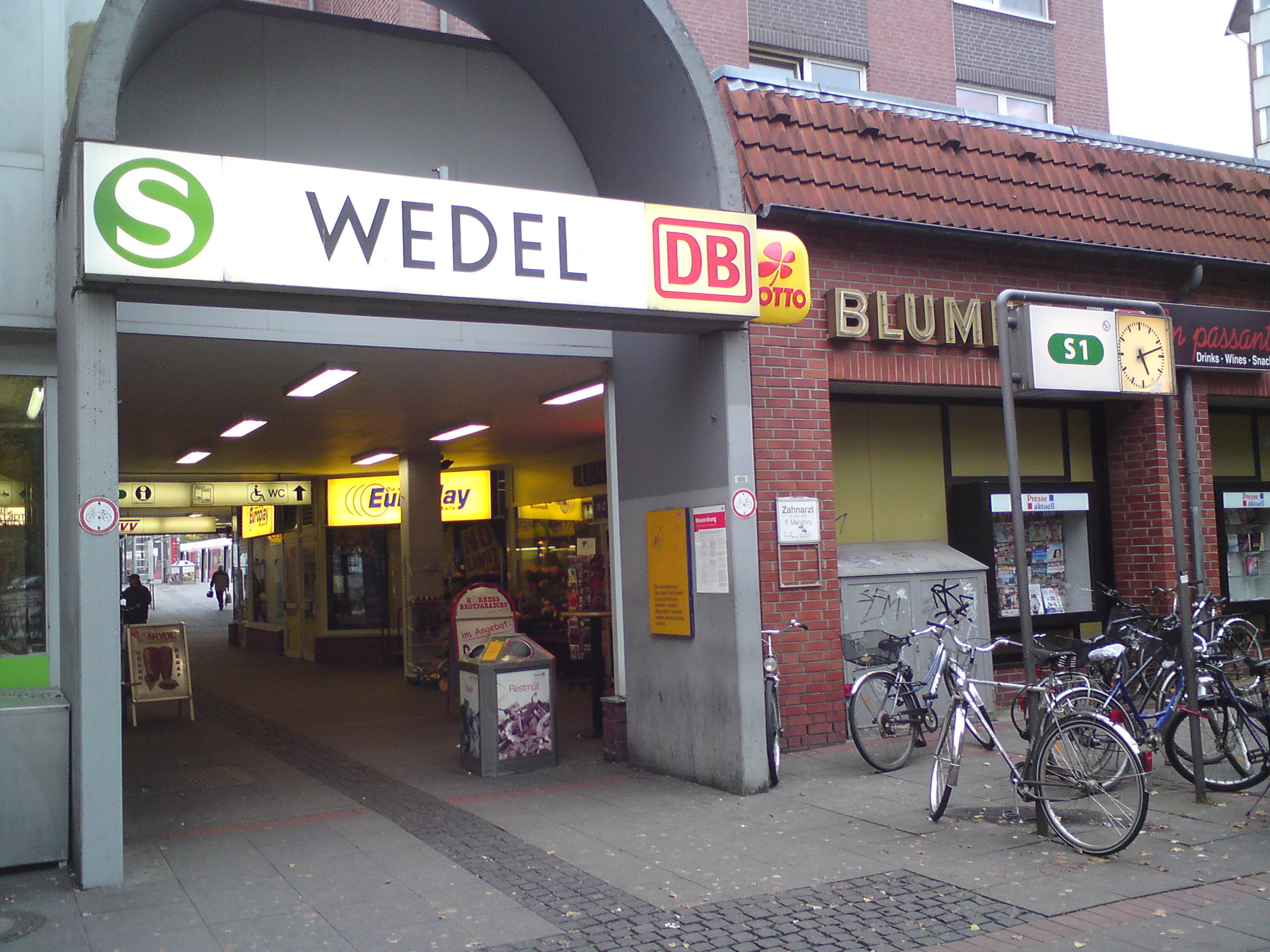
Ingang van het station (2009)

Na de opening van de Altona-Blankeneser Eisenbahn in 1876 werd op 1 december 1883 Wedel aangesloten op het spoorwegnetwerk. Nadat Wedel daarvoor de noodzakelijke grond kosteloos ter beschikking stelde en 20.000 Goudmark aan bouwkosten meebetaalde, werd met de bouw van een enkelsporige lijn begonnen. In het begin reden er dagelijks vier treinparen. In het goederenverkeer werden landbouwproducten uit de omgeving en grind uit de groeve bij Sülldorf getransporteerd. Terwijl grote delen van de Hamburger S-Bahnnetwerk rond 1940 geëlektrificeerd waren, werd de lijn naar Wedel pas in 1954 voorzien van een derde rail.
Het station had oorspronkelijk een twee verdiepingen tellend stationsgebouw uit baksteen evenals een omloopspoor, een opstelspoor voor goederenwagons en bijgebouwen. Tijdens de Tweede Wereldoorlog werd het stationsgebouw licht beschadigd en slechts deels gerepareerd. In 1954 volgde de uitbreiding van de opstelsporen. In 1985 werd het stationsgebouw gesloopt en werden er appartementen in een hoefijzervorm rond het station gebouwd. Het perron is te bereiken door twee doorgangen in de woongebouwen.

## Uitrusting
Het station heeft een eilandperron zonder stationsgebouw. De toegang tot de perrons is barrièrevrij te bereiken. Oostelijk van het station bevinden zich meerdere opstelsporen. Onmiddellijk bij de noordwestelijke zijuitgang ligt het centrale busstation van Wedel, daarnaast een twee verdiepingen tellende Parkeer en Reisgarage en een taxistandplaats.

## Treinverbindingen
De volgende S-Bahnlijn doet station Wedel aan:
| Serie | Treinsoort        | Route | Bijzonderheden |
| ----- | ----------------- | --- | -------------- |
|       | S-Bahn (DB Regio) | Hamburg Airport – /Poppenbüttel – Ohlsdorf – Barmbek – Berliner Tor – Hauptbahnhof – Altona – Blankenese – Wedel |                |